# Carsten-Peter Warncke
Carsten-Peter Warncke (* 21. Juni 1947 in Hamburg) ist ein deutscher Kunsthistoriker und Professor für Kunstgeschichte. Seine Schwerpunkte in Forschung und Lehre liegen in der Bildwissenschaft in medienhistorischer Ausrichtung, der Kunstgeschichte des Mittelalters und der Frühen Neuzeit (insbesondere Bildzeichensysteme, Ornamentik, Goldschmiedekunst, Emblematik, Malerei, Druckgraphik und Architektur) sowie des 19. und 20. Jahrhunderts (insbesondere Romantik, Anselm Feuerbach, konstruktivistische Kunst, Pablo Picasso, Videokunst) und in der Geschichte des Designs (insbesondere de Stijl).

## Akademische Laufbahn
Carsten Peter Warncke studierte in Hamburg, Wien und Heidelberg Kunstgeschichte, Klassische Archäologie und Deutsche Literaturwissenschaft. 1975 wurde er an der Universität Hamburg bei Wolfgang Schöne mit der Dissertation Die ornamentale Groteske in Deutschland 1500–1650 promoviert. Anschließend war er von 1976 bis 1978 Stipendiat der Stiftung Volkswagenwerk an der Herzog August Bibliothek in Wolfenbüttel. Von 1978 bis 1987 war Warncke Wissenschaftlicher Assistent und Hochschulassistent für Kunstgeschichte an der Gesamthochschule Wuppertal, wo er sich mit der Schrift Sprechende Bilder – Sichtbare Worte. Das Bildverständnis in der Frühen Neuzeit habilitierte. In den Jahren 1987 bis 1989 lehrte Warncke als Professor für Kunstgeschichte an der Georg-August-Universität Göttingen, von 1989 bis 1992 als Professor für Kunstgeschichte an der Eberhard Karls Universität Tübingen und von 1992 bis 1996 als Professor für Kunstgeschichte an der Technischen Universität Carolo-Wilhelmina zu Braunschweig. Von 1996 bis 2016 hatte er den Lehrstuhl für allgemeine Kunstgeschichte an der Georg-August-Universität Göttingen inne. Seit 2016 befindet sich Carsten-Peter Warncke im Ruhestand.
Warncke ist Vertrauensdozent des Landes Niedersachsen am Zentralinstitut für Kunstgeschichte in München und gehört als Ordentliches Mitglied der Braunschweigischen Wissenschaftlichen Gesellschaft an. Von 1993 bis 2003 war er Mitglied des Komitees des Arbeitskreises für Barockforschung der Herzog August Bibliothek Wolfenbüttel. Von 2000 bis 2004 war er Mitglied des Fachgutachterkollegiums der Deutschen Forschungsgemeinschaft (DFG).

## Werk

### Kunstwerke als Konversationsstücke

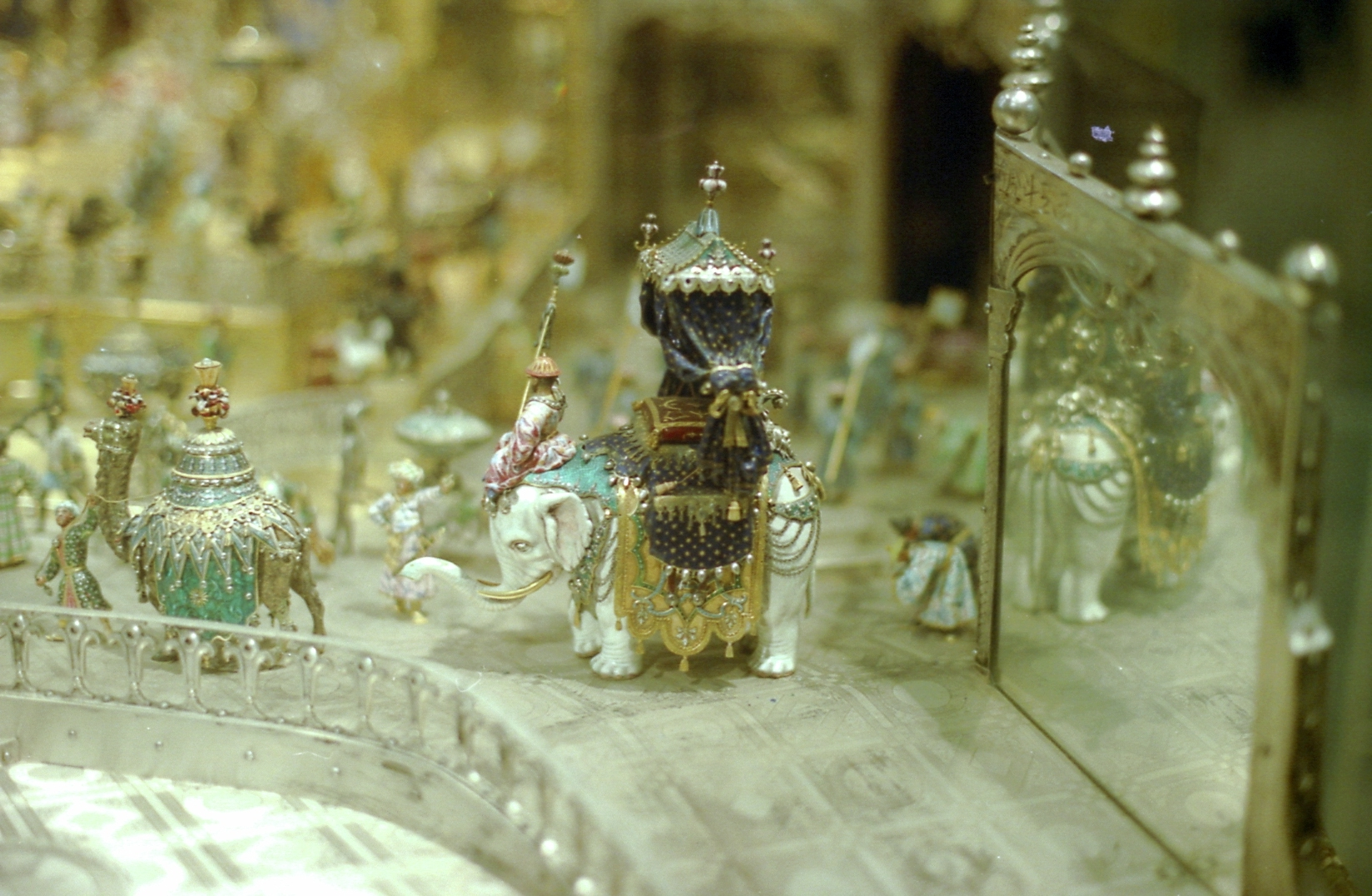
Johann Melchior Dinglinger: Der Hofstaat des Großmoguls Aureng-Zeb zu Delhi am Tage seines Geburtstag, 1701–1708, Grünes Gewölbe, Dresden

Methodisch richtungsweisend war Warnckes Entdeckung der Allegorese als Gesellschaftsspiel von 1982. Anhand eines mit Emblemen versehenen Bechersatzes zeigte Warncke dort auf, wie dem Bildverständnis der Frühen Neuzeit nach die Betrachter selbst die Bedeutung von Bildern in ihrer Konversation herstellen konnten. Anhand von Johann Melchior Dinglingers Hofstaat des Großmoguls demonstrierte Warncke 1988, dass ein solcher spielerischer Umgang mit Kunstwerken bis in die Demonstration innovativer Konzepte der politischen Machtkonstitution wirksam werden konnte.

### Bilder als Abbilder und Sinnbilder

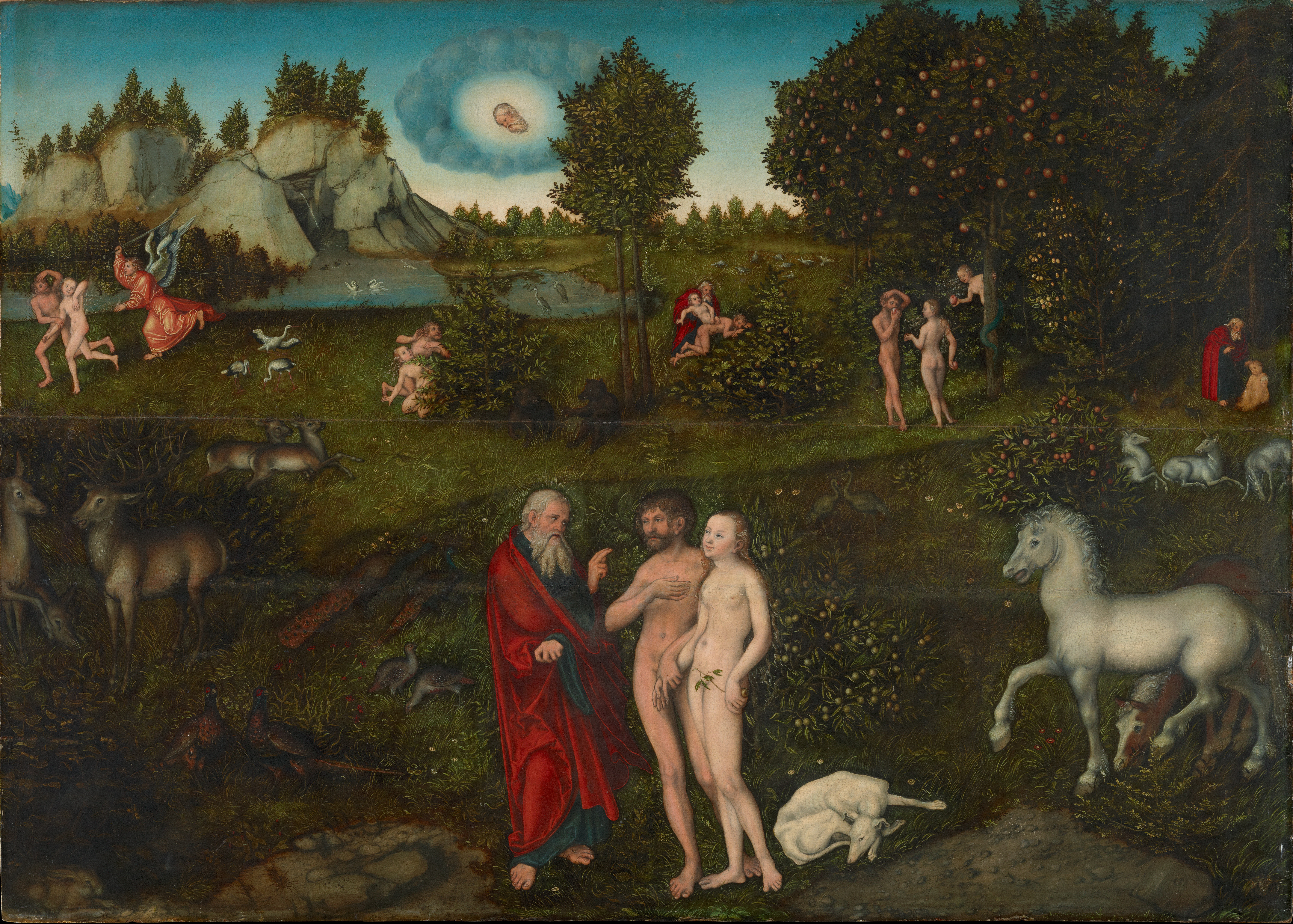
Lucas Cranach d. Ä.: Adam und Eva im Paradies, 1530, Kunsthistorisches Museum, Wien.

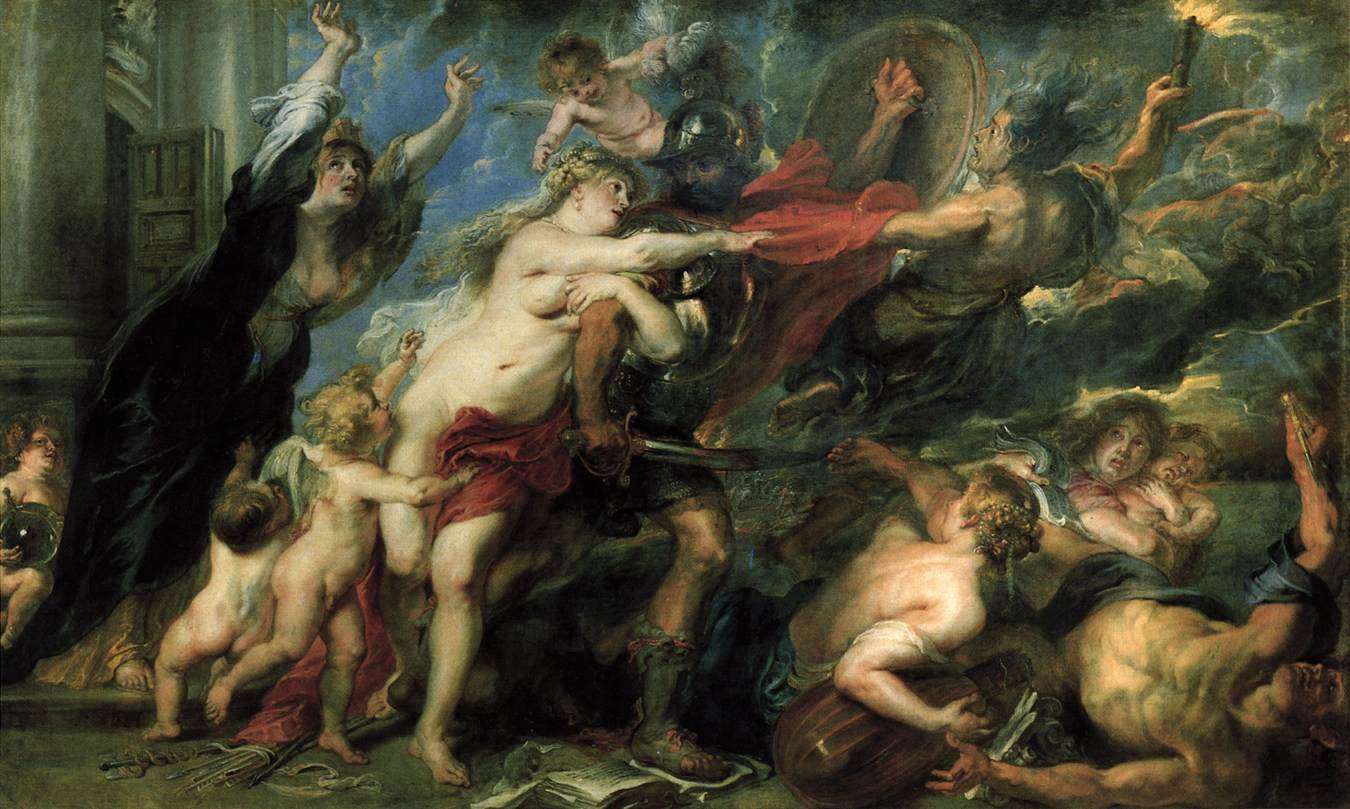
Peter Paul Rubens: Die Folgen des Krieges, 1637–1638, Palazzo Pitti, Florenz

In der 1987 erschienen Habilitationsschrift Sprechende Bilder – Sichtbare Worte. Das Bildverständnis in der Frühen Neuzeit entwickelte Warncke am Beispiel des frühneuzeitlichen Bildverständnisses die Medienhistorische Analyse als Methode. Grundlegend war dabei die Erkenntnis, dass allem Verstehen von Bildern ein jeweils historisch spezifisches Medienverständnis zugrunde liegt. Exemplarisch rekonstruierte Warncke hierzu für die gesamte Bandbreite frühneuzeitlicher Bildkulturen die idealtypische Systematik eines Bildverständnisses, das sprechende Bilder als sichtbare Worte verstand. Charakteristisch sei für das Bildverstehen der Epoche die Unterscheidung zwischen Bildern als Abbildern von Sachen und Sachverhalten (das Bild als Figura, Typus, Simile und Argumentum) und Bildern als Sinnbildern, in denen Sachen und Sachverhalte abgebildet werden, die aufgrund vorhandener oder zugewiesener Eigenschaften (Proprietäten) ihrerseits auf andere Sachverhalte verweisen (das Bild als Symbol, Emblem oder Allegorie). Das Bild als Abbild könne dabei in der Figura einzelne Sachen (wie z. B. bei der ansichtsgetreuen Abbildung eines archäologischen Fundstücks samt Indizien des Auffindungszustandes) und Sachverhalte (wie z. B. die Darstellung des Sachverhalts Kirchenspaltung in der Figura der Zerlegung eines Kirchengebäudes) darstellen, in einem aufzählenden, erzählenden oder erörternden Argumentum aber auch komplexe Gefüge von Sachen und Sachverhalten verstehbar machen (wie z. B. in der aufzählenden Darstellung der Figurae von Phasen eines Handlungsablaufs in nacheinander geordneten Einzelszenen, in der erörternd verschränkten Anordnung von Figurae einzelner inhaltlicher Aussagen des Narrenschiffs des Sebastian Brant zur Strafe, die törichtes Verhalten nach sich zieht, in dem zugeordneten Holzschnitt Albrecht Dürers oder in der erörternden Bewertung der im Vordergrund eines Bildes dargestellten Figura eines badenden Adeligen durch die Figura der Geißelung Christi im Bildhintergrund der druckgraphischen Illustration eines Traktats zur Bildung von Höflingen). Ebenso könne das Bild als Sinnbild im Symbol einzelne Sachen oder Sachverhalte darstellen, die ihrerseits auf andere einfache Sachverhalte verweisen (wie z. B. im Abbild eines schlafenden Hundes, der in der Paradiesgeschichte (1530) des Lucas Cranach d. Ä. als Sinnbild darauf verweise, dass man die Begierden nicht wecken solle), während es in der Allegorie komplexe Gefüge von Sachen und Sachverhalten abbilde, die in ihrem Gefüge ihrerseits auf komplexe Sachverhalte verweisen (etwa in der Konstellation und Beziehung zwischen den Personifikationen des Krieges, der Liebe, der Künste etc., die in den Folgen des Krieges von Peter Paul Rubens Konstellation und Beziehungen der damaligen Kriegssituation versinnbildliche).

### Die Eigenleistung des Betrachters
Warncke zeigte auf, dass dieses System von Bildern als Abbildern und Bildern als Sinnbildern in einem für die Frühe Neuzeit charakteristischen offenen Bildverständnis funktionalisiert wurde. Besonders in Emblemata, aber auch in der gefälligen Belehrung und im gelenkten Blick durch komplexe Bildsysteme habe dieses Bildverständnis ganz auf die „Eigenleistung des Betrachters als Bestandteil der bildlichen Mitteilung“ gesetzt.

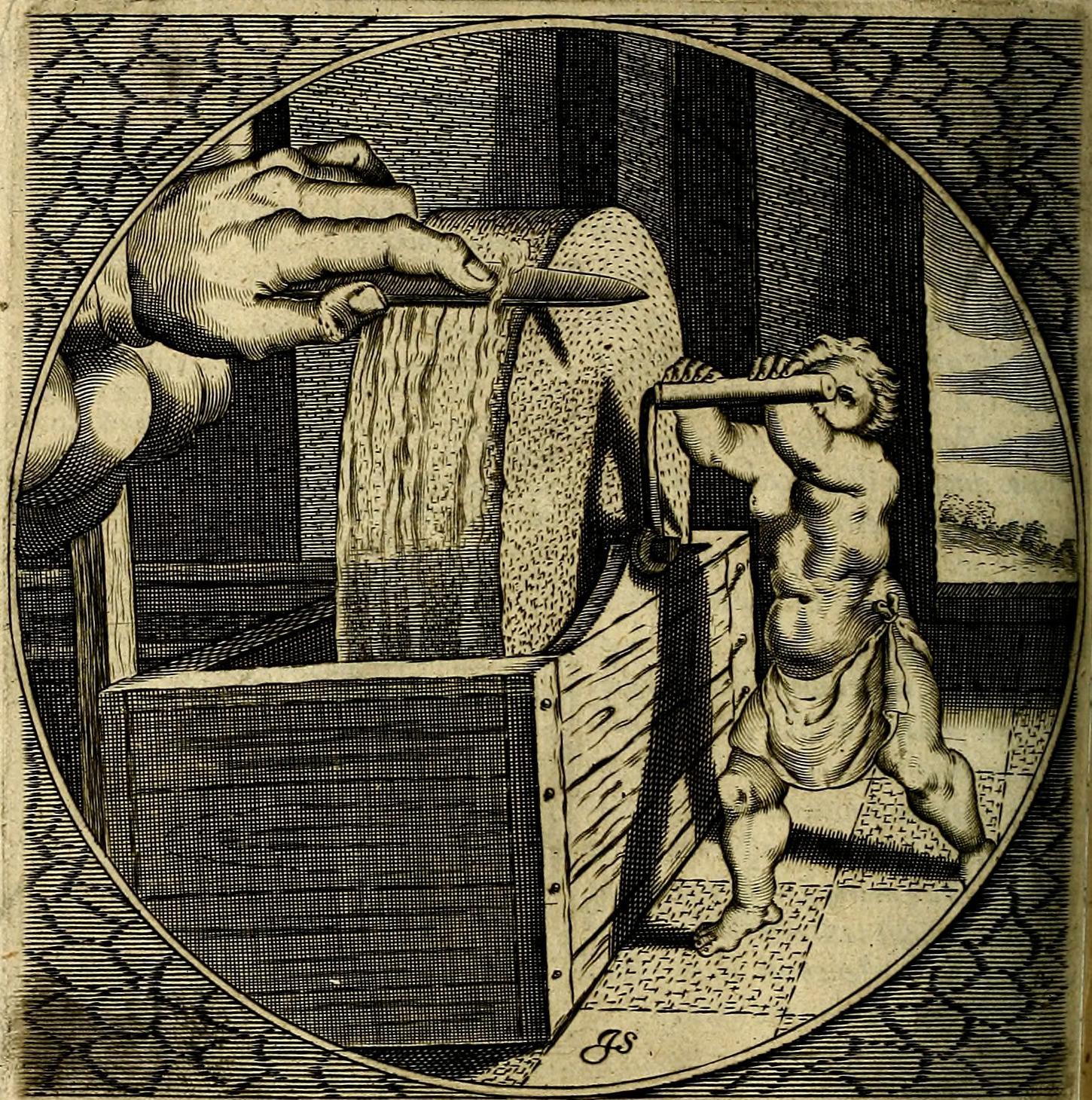
Emblem Jacob Cats: Schleifstein (1627)

### Emblemforschung
Für die Emblemforschung sind Warnckes Einsichten in die nicht unbedingt formale (Lemma, Imago, Epigramm), sondern vor allem konzeptionelle Dreigliedrigkeit der Rezeption von Emblemen durch Definition, Bezugsfindung und Schlussfolgerung fundamental. Die Definition dargestellter Sachverhalte bildet demnach den Ausgangspunkt für die etwa durch Spannungen zwischen Bild und Text im Emblem angestoßene Bezugsfindungen und die daran anschließende Schlussfolgerunge des Betrachters für eigene Lebenseinstellungen und Handlungen.

### Angewandte Künste
Die kommunikative Funktionen spezifischer Bildformen arbeiten auch Warnckes Studien zur frühneuzeitlichen Ornamentik heraus. In mehreren Studien rekonstruierte Warncke zudem den hohen Rang, den die lange als Kunstgewerbe abgewertete Goldschmiedekunst in ihrer zeremoniellen, performativen, kommunikativen und diskursiven Funktion in der Frühen Neuzeit hatte. Etwa in Grundsatzüberlegungen zur Rhetorik der Architektur, Beiträgen zur Architektur und Ausstattung von Bibliotheken, zur architektonischen Inszenierung von Geselligkeit sowie zur decorumgemäßen Positionierung von Denkmälern und Büsten in architektonischen Innen- und Außenräumen erschloss Warncke auch Architektur vor allem als Medium. Für die Designgeschichte der klassischen Moderne, insbesondere für De Stijl, dekonstruierte er die problematische Spannung zwischen funktionalen Notwendigkeiten und formalen Idealen als Kernproblem von Produktdesign, Architektur und Städtebauutopien der Moderne sowie das komplexe Wechselverhältnis zwischen Kunst, Handwerk und Design.

### Picasso-Forschung
In einer Monographie zu Pablo Picasso machte Warncke eine gerade für die Wandlungsfähigkeit Picassos konstitutive einheitliche künstlerische Strategie sichtbar. Aufgrund seiner frühen akademischen Schulung sei Picasso mit den klassischen Erfolgsstrategien der Kunstgeschichte eingehend vertraut gewesen und habe diese zeitlebens sowohl zur eigenen Positionierung in Kunstmarkt und Kunstgeschichte souverän angewendet wie dabei in seinen Werken auch kommentiert und parodiert. Etwa in den Werkparaphrasen zu Lucas Cranach d. Ä. habe Picasso diese Strategie auch zu einer politischen Aussage genutzt, indem er den von den Nationalsozialisten als typischen Vertreter altdeutscher Kunst vereinnahmten Cranach formanalytisch zu einem Stammvater der französischen Fauves uminterpretiert und in den Kanon der internationalen europäischen Vormoderne zurückgeholt habe.

## Publikationen (Auswahl)

### Monographien
- Die ornamentale Groteske in Deutschland 1500–1650. 2 Bände. Spiess, Berlin 1979, ISBN 978-3-88435-006-5.
- Sprechende Bilder – sichtbare Worte. Das Bildverständnis in der frühen Neuzeit. Harrassowitz, Wiesbaden 1987 (= Wolfenbütteler Forschungen. Band 33), ISBN 3-447-02725-8.
- De Stijl 1917–1931. Das Ideal als Kunst. Taschen, Köln 1990, ISBN 3-8228-0416-9.
- Pablo Picasso 1881–1973. Herausgegeben von Ingo F. Walther. 2 Bände. Taschen, Köln 1991, ISBN 3-8228-0425-8.
- Symbol, Emblem, Allegorie. Die zweite Sprache der Bilder. Deubner-Verlag, Köln 2005, ISBN 978-3-937111-07-0.

### Herausgeberschaften
- Ikonographie der Bibliotheken. Harrassowitz, Wiesbaden 1992 (= Wolfenbütteler Schriften zur Geschichte des Buchwesens. Band 17), ISBN 3-447-03252-9.

### Aufsätze
- Allegorese als Gesellschaftsspiel. Erörternde Embleme auf dem Satz Nürnberger Silberbecher aus dem Jahre 1621. In: Anzeiger des Germanischen Nationalmuseums. 1982, S. 43–62.
- J. M. Dinglingers „Hofstaat des Großmoguls“ – Form und Bedeutung eines virtuosen Goldschmiedekunstwerkes. In: Anzeiger des Germanischen Nationalmuseums. 1988, S. 159–188.
- Anselm Feuerbachs poetische Sendung. Über die Modernität eines Idealisten. In: Bazon Brock, Achim Preiß (Hrsg.): Ikonographia. Festschrift für Donat de Chapeaurouge. München 1990, S. 155–177.
- Rhetorik der Architektur in der frühen Neuzeit. In: Klaus Bußmann, Florian Matzner, Urich Schulze (Hrsg.): Johann Conrad Schlaun 1695–1773. Architektur des Spätbarock in Europa. Stuttgart 1995, S. 612–621.
- Der Raum der Geselligkeit. Die Lage von Sala grande und großem Salon im frühneuzeitlichen Herrschaftsbau. In: Wolfgang Adam (Hrsg.): Geselligkeit und Gesellschaft im Barockzeitalter. Band 1, Wiesbaden 1997, S. 155–180.
- Rang, Platz, Pose und Kostüm. Politische Kategorien öffentlicher Personaldenkmäler in der Frühen Neuzeit. In: Niederdeutsche Beiträge zur Kunstgeschichte. Band 38, 1999, S. 195–208.
- Picassos Werkparaphrasen zu Cranach. In: Marlies Schmidt (Hrsg.): Picasso trifft Cranach. Pablo Picassos Lithographien zu Lucas Cranach. Ausstellungskatalog. Wittenberg 2004, ISBN 3-00-013350-X, S. 13–22.
- Ein Löwe in der Abstellkammer? Zu Cellinis Büste Cosimos. In: Thomas Weigel, Britta Kusch-Arnhold, Candida Syndikus (Hrsg.): Die Virtus in Kunst und Kunsttheorie der italienischen Renaissance. Festschrift für Joachim Poeschke. Münster 2014, S. 249–264 (= Symbolische Kommunikation und gesellschaftliche Wertesysteme. Schriftenreihe des Sonderforschungsbereichs 496. Band 46).
- Fürsten als Möbel. Über Form und Funktion barocker Herrscherbüsten. In: Jochen Luckhardt (Hrsg.): Werke aus Stein und Gips. Dresden: Sandstein Verlag, 2019 (= Sammlungskataloge des Herzog-Anton-Ulrich-Museums. Band 21), S. 29–42.